# Héctor Pedone
Héctor Osvaldo Pedone (provincia de Mendoza, Argentina; 14 de octubre de 1945–14 de julio de 2017) fue un futbolista argentino. Jugó de arquero y su último club fue Chacras de Coria.

## Trayectoria
Debutó con la camiseta de Godoy Cruz —donde es uno de sus máximos ídolos—, pero además jugó los antiguos Campeonatos Nacionales de Argentina con Gimnasia y Esgrima de Mendoza, San Martín de Mendoza, Los Andes de San Juan —hoy Trinidad— y el propio Tomba. Fue comparado con grandes arqueros como Amadeo Carrizo y otros de su época como Hugo Gatti y Ubaldo Fillol.

## Clubes
| Club                   | País      | Año       |
| ---------------------- | --------- | --------- |
| Godoy Cruz             | Argentina |           |
| Gimnasia y Esgrima (M) | Argentina | 1970-1973 |
| Godoy Cruz             | Argentina | 1974      |
| San Martín (M)         | Argentina | 1976      |
| Los Andes (SJ)         | Argentina | 1977      |
| Chacras de Coria       | Argentina | 1982      |